# Subintendente de la Policía Nacional de Colombia

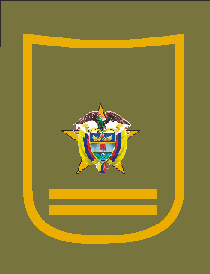
Insignia de Subintendente Policía Nacional de Colombia.

Subintendente es el segundo grado de la carrera del Nivel Ejecutivo, de la Policía Nacional de Colombia; siendo el primer grado con mando hacia el personal de base; equivale a un Suboficial Cabo Segundo o Cabo Primero. Grado inmediatamente inferior al de Intendente e inmediatamente superior al de Patrullero; el ascenso a Subintendente no se logra de forma automática, los Patrulleros con más de 8 años en el grado, y que lo deseen, pueden concursar, donde los mayores puntajes en las pruebas, podrán efectuar el curso a Subintendente, el cual tiene una duración de 3 meses.
El grado es una Jineta confeccionada en paño o lanilla color verde aceituna. Tiene 8 cm de largo por 6 cm de ancho. lleva la Estrella de la Policía en la parte superior y dos barras horizontales en la parte inferior de 4 cm de largo por 0.5 cm de ancho. los ángulos, barras, bordes y estrella son bordados en hilo dorado o hilo negro dependiendo el uniforme.